# Angus Reid
Pour les articles homonymes, voir Reid et Angus Reid (homonymie).
Angus Reid, né le 17 décembre 1947 à Régina, en Saskatchewan (Canada), est un entrepreneur canadien, président de l'Institut Angus Reid et PDG et fondateur d'Angus Reid Global.

## Formation
Angus Reid est titulaire d'une licence et d'une maîtrise en sociologie de l'université du Manitoba, et en 1974, il obtient un doctorat en sociologie de l'université Carleton à Ottawa. Il a écrit de nombreuses chroniques sur des questions économiques, sociales et politiques ainsi que le best-seller Shakedown: How the New Economy is Changing our Lives (Shakedown : Comment la nouvelle économie change nos vies) (1996).

## Carrière
Angus Reid fonde le groupe Angus Reid, un fournisseur d'études de marché qui est devenu la plus grande société d'études de marché au Canada, avec un chiffre d'affaires de 60 millions de dollars, dont il est le Président-directeur général de 1979 à 2001. La société est vendue à Ipsos en 2000. Par la suite, la société fonctionne sous le nom d'Ipsos-Reid, puis Ipsos en tant que branche canadienne du groupe mondial Ipsos.
En 2004, il devient PDG de Vision Critical, une société de développement de logiciels. Peu après, il crée Angus Reid Strategies, qui s'est intégré à Vision Critical, pour appliquer les technologies de Vision Critical aux études de marché. En 2011, il devient le président de Vision Critical.
En 2014, il prend sa retraite de Vision Critical pour fonder l'Institut Angus Reid, une organisation à but non lucratif qui se consacre à l'avancement de la recherche sur l'opinion publique au Canada sur des questions sociales, économiques et politiques essentielles. En février 2019, il sort de sa retraite pour lancer Angus Reid Global, une nouvelle société d'études de marché et de sondages d'opinion au service des entreprises et des organisations au Canada et dans le monde.

## Philanthropie
Angus Reid est le fondateur et le président de l'Institut Angus Reid, une fondation caritative constituée en vertu d'une loi fédérale qui se consacre à la mesure et à l'avancement de l'opinion publique au Canada sur des questions sociales, économiques et politiques cruciales. Financé par Reid, l'Institut Angus Reid comble un écart croissant entre le besoin de données sur l'opinion publique et le déclin du soutien à la recherche non partisane chez les commanditaires traditionnels tels que les médias et le gouvernement du Canada.
En 2010, Reid devient l'un des principaux bailleurs de fonds et cofondateurs de la bourse R. James Travers Foreign Corresponding Fellowship, basée à Ottawa. Cette initiative fournit un financement de 25 000 dollars par an à un correspondant local de presse étranger pour lui permettre de poursuivre une histoire importante présentant un intérêt pour le Canada.
Depuis 2011, il est le fondateur et le principal bailleur de fonds de la Fondation Monarca, un organisme de bienfaisance enregistré au Canada qui aide des familles mexicaines en leur fournissant de la nourriture lors de situations de crise, des fournitures médicales et une éducation. En outre, Reid a été un donateur majeur pour le Blusson Spinal Care Center du Vancouver General Hospital en 2010 et pour l'école secondaire St. Paul's de Winnipeg, au Canada, en 2001 et 2014.
Reid est président du Fonds pour les orphelins de CKNW (en) entre 2002 et 2007, ainsi que président fondateur, entre 2002 et 2005, de l'Institut du Canada (en) du Woodrow Wilson International Center for Scholars à Washington (district de Columbia), où il est actuellement membre du conseil consultatif.
Reid est également membre du conseil d'administration de la Fondation Rick Hansen entre 2002 et 2008, de la Norman Paterson School of International Affairs de l'université Carleton en 2010 et de Nestlé Canada entre 1991 et 2003. Il a également été directeur de Canada 125 en 1992, de Care Canada entre 1990 et 1992 et du Public Policy Forum (en) entre 2006 et 2008.

## Distinctions
Angus Reid a reçu une bourse de doctorat du Conseil des arts du Canada, le prix de l'entrepreneur de l'année pour la région du Pacifique dans la catégorie services et a été intronisé dans le Marketing Hall of Legends en 2010.
En 1996, il a reçu un Doctorat honoris causa de l'université du Manitoba. Il a également reçu des doctorats honoris causade l'université Simon Fraser en 2003 et de l'Université Carleton en 2008.